# Heckler & Koch
Heckler & Koch (abgekürzt H&K) ist ein deutsches Rüstungsunternehmen mit Sitz in Oberndorf am Neckar, Baden-Württemberg. Es wurde 1949 von ehemaligen Mitarbeitern der Mauserwerke gegründet. H&K ist derzeit der bedeutendste deutsche Hersteller von Handfeuerwaffen und Infanteriewaffen und gehört zu den fünf größten Gewehr- und Pistolenherstellern weltweit. Das Unternehmen beliefert unter anderem die Armeen der meisten NATO-Staaten, zahlreiche Polizeien und andere Sicherheitsbehörden.
Die Firma hat Niederlassungen oder Zweigstellen in Virginia, Georgia und New Hampshire (H&K Inc, USA), Nottingham, Großbritannien (NSAF Ltd.) und Saint-Nom-la-Bretèche, Frankreich (H&K France SAS). Dachgesellschaft ist die H&K AG in Oberndorf. Die H&K GmbH ist als Tochter für die Aktivitäten in Deutschland zuständig.
Weil H&K-Produkte und deren Lizenzfertigungen trotz diverser Embargos in Krisenregionen verbreitet sind, wurden immer wieder Verstöße gegen das deutsche Kriegswaffenkontrollgesetz und/oder das Außenwirtschaftsgesetz vermutet, auch mit Duldung deutscher Behörden. 1993 wurde ein angeklagter Geschäftsführer freigesprochen. Im Februar 2019 verurteilte das Landgericht Stuttgart das Unternehmen und ehemalige Mitarbeiter wegen nach dem Außenwirtschaftsgesetz illegalen Waffenlieferungen nach Mexiko.

## Geschichte

### Gründung und NS-Vergangenheit
In Oberndorf befand sich von 1811 bis 1874 die Königlich Württembergische Gewehrfabrik und seit 1872 die Waffenfabrik Mauser. Die Besatzungsmacht Frankreich ließ deren Produktionsanlagen 1946 bei der Entmilitarisierung Deutschlands demontieren und die Entwicklung neuer Waffen abbrechen.
Mit dem Deutschlandvertrag der Alliierten mit der Bundesrepublik 1952, der ihren NATO-Beitritt vorbereitete, wurden die alliierten Besatzungsstatute aufgehoben. Die von den europäischen NATO-Staaten weiterhin gewünschten Rüstungsbeschränkungen wurden 1954 in den Vertrag der Bundesregierung mit der Westeuropäischen Union aufgenommen, der dann um einige Protokolle mit Rüstungsverboten und Rüstungsbegrenzungen für die Bundesrepublik ergänzt wurde.
Mit dem NATO-Beitritt 1955 konnte die Wiederbewaffnung Deutschlands erfolgen, deren Vorbereitung seitens der Behörden mit der Etablierung des sogenannten Amtes Blank längst lief. Am 1. Januar 1949 eröffnete Edmund Heckler (zuvor Oberingenieur der HASAG) ein Ingenieurbüro in Oberndorf. Gemeinsam mit den zwei früheren Ingenieuren der Mauser-Werke Theodor Koch und Alex Seidel und dem Verkaufsexperten Erich Unterkofler gründete er am 28. Dezember 1949 die Firma Heckler & Koch GmbH. Diese stellte anfangs Teile für Nähmaschinen, Werkzeuge, Lehren und Werkzeugmaschinen her. Facharbeiter fand Heckler & Koch in Oberndorf, da die Mauser-Werke demontiert wurden und ihre Mitarbeiter entlassen musste. 1950 verlagerte Heckler & Koch die Fertigung in zwei Baracken des ehemaligen Reichsarbeitsdienstlagers im späteren Stadtteil Lindenhof; auf dem Gelände errichtete das Unternehmen in den 1950er-Jahren den Neubau und hat noch heute seinen Firmensitz dort.
Nach Dokumenten, die die Bild am Sonntag am 9. September 2020 erstmals bekannt machte, war Edmund Heckler ab 1934 für die Hugo Schneider AG (HASAG) in Leipzig tätig. Er stieg zum Prokuristen auf und übernahm ab 1940 die Leitung eines Zweigwerks in Taucha (Sachsen), nahe Leipzig. Dort wurden Kartuschen und Munition von mehr als 1.000 Mitarbeitern, unter ihnen viele Zwangsarbeiter, vor allem aus Polen, produziert. Zum 1. Januar 1940 trat Heckler in die NSDAP ein.
Eine Studie zur Rolle Hecklers im Nationalsozialismus zeigt, dass er einer von 28 Prokuristen der HASAG war. Zur Geschäftsführung um Generaldirektor Paul Budin gehörte er nicht.
Die von BILD am Sonntag aufgestellten Behauptungen, Heckler hätte sich kurz nach der Besetzung Leipzigs durch amerikanische Truppen in einem Brief an den Bürgermeister von Taucha geweigert, rund 50 in Taucha befreiten Zwangsarbeiterinnen und Zwangsarbeitern Unterkunft, Nahrung und Kleidung zu besorgen, treffen so nicht zu. Heckler war nicht Verfasser des Schreibens. Dieses wurde vom Sprecher der HASAG-Direktion, Georg Mumme, verfasst. Heckler wurde von Mumme beauftragt, das Schreiben dem Bürgermeister in Taucha zu überbringen und einen Termin zu vereinbaren, wozu es aber nicht mehr kam.
In der Firmenchronik von 1999 wurde Hecklers Leben nur kurz beschrieben; seine Beteiligung an NS-Unrecht wurde nicht erwähnt. Der Wirtschaftshistoriker Christopher Kopper nannte die Chronik unkritisch und lobhudelnd und führte die Nichtbeachtung der NS-Vergangenheit Hecklers auf seine Einstufung als Mitläufer zurück. Infolge der Medienberichte wollte H&K einen Experten beauftragen, dem Sachverhalt nachzugehen und das Leben aller drei Gründer auf NS-Unrecht hin zu untersuchen. Nachdem die Firmenchronik von 1999 weder Hecklers Rolle noch die seiner Mitgründer Theodor Koch und Alex Seidel im Nationalsozialismus erwähnte, beauftragte der Vorstand der Heckler & Koch GmbH im Jahr 2020 die Gesellschaft für Unternehmensgeschichte mit der Aufarbeitung der Rolle der Gründer in der NS-Zeit.
Am 18. Mai 1945 führten Heckler und der Leiter der Forschungs- und Entwicklungsabteilung, Franz Schaadt, eine amerikanische Militärkommission durch das Hauptwerk der HASAG in Leipzig und anschließend durch das vollkommen intakte Zweigwerk Taucha I. Heckler zeigte sich „extrem kooperativ“ und bot den Amerikanern seine Dienste an. Da sie jedoch keine Verwendung für ihn hatten, folgte Heckler seiner Frau, die bereits seit längerem in den Schwarzwald übergesiedelt war. Eine Anklage gegen Heckler wurde nicht erhoben. Hecklers Entnazifizierung erfolgte im Juli 1948. Da er keine politischen Ämter innehatte und spät in die NSDAP eingetreten war, wurde er als Mitläufer eingestuft. Er starb 1960.

### Entwicklung bis zum ersten Großauftrag
Als die Heckler & Koch GmbH 1949 gegründet wurde, konnten die vier Gründer nicht davon ausgehen, dass sich eine Waffenfertigung in absehbarer Zeit in Oberndorf entwickeln lassen würde. Gerade die französischen Besatzungsbehörden setzten alles daran, dass hier keine Fertigungsmöglichkeiten erhalten bleiben sollten.
Ab Mai 1945 ermöglichte Spanien unter Francisco Franco im Rahmen der staatlichen CETME (Centro de Estudios Técnicos de Materiales) verschiedenen deutschen Waffenexperten und Ingenieuren, ihre Rüstungsprojekte der NS-Zeit fortzusetzen und die Rüstungsverbote zu umgehen, die die Alliierten Deutschland bei der Entmilitarisierung auferlegt hatten. Auf Einladung Francos von 1949 stellte Werner Heynen, der ehemalige Generaldirektor der Gustloff-Werke, eine Gruppe deutscher Waffeningenieure zusammen. Ludwig Vorgrimler schloss sich der spanischen Gruppe an und nahm dort eine Entwicklung des Sturmgewehrs mit, die Theodor Löffler während ihrer gemeinsamen Zeit bei der DEFA in Frankreich entwickelt hatte.
1951 baute die Gruppe um Heynen den ersten Prototyp des Gewehrs CETME. Seit Januar 1951 war das Amt Blank und die Organisation Gehlen in Gesprächen mit der Entwicklergruppe in Spanien. Beide Seiten hatten ein Interesse zur Zusammenarbeit. Spanien, weil es deutsche Unternehmen brauchte, um das Sturmgewehr zu fertigen, Deutschland, weil es selbst noch keine Waffen entwickeln und herstellen durfte. Edmund Heckler vertrat 1952 eine Gruppe von Oberndorfer Unternehmen bei Theodor Blank und teilte mit, dass man in der Lage sei, Handfeuerwaffen herzustellen. Die Experten und Berater von Blank, die in Verbindung mit der Gruppe um Heynen standen, empfahlen Heckler & Koch als deutschen Hersteller. Auch erhielt Heckler & Koch im Dezember 1952 die Genehmigung, Sportwaffen herzustellen, sowie finanzielle Zusagen von Blank, sobald der Aufbau der Bundeswehr gesichert sei. CETME beauftragte Heckler & Koch 1954 mit der Fertigung der Vorrichtungen, Lehren und Betriebsmittel zur Fertigung der ersten 5.000 Gewehre für Franco. Dabei wurden die Gewehrteile von Heckler & Koch und weiteren Herstellern gefertigt und in Spanien endmontiert.
Ein kleiner Teil der 1955 gefertigten CETME-Sturmgewehre wurden der neu geschaffenen Bundeswehr für Testzwecke zur Verfügung gestellt, um eine Entscheidung über die Bestellung fällen zu können. Das spanische Sturmgewehr setzte sich aus technischer wie finanzieller Sicht gegen die Konkurrenz durch. Dabei war von Anfang an klar, dass das gesamte Gewehr in Deutschland endgefertigt werden musste: Es war angedacht, dass die Bundeswehr die Gewehre in Spanien bei CETME bestellen würde und diese in Deutschland bei Heckler & Koch gefertigt werden.
Spanien konnte allerdings wegen Devisenmangels die Forderungen der deutschen Hersteller für die gefertigten Teile der spanischen Sturmgewehre nicht begleichen. Gleichzeitig hatte die Bundesrepublik ein Interesse, selbst die Lizenz zur Fertigung des Sturmgewehrs der Bundeswehr zu halten. Daher erwarb der Bund für 2 Mio. DM diese Lizenz zum Stichtag Mai 1958 im Januar 1959. Mit gleichem Datum wurden im Januar 1959 nach vier Jahren Verhandlungen Heckler & Koch und Rheinmetall mit der Herstellung des Sturmgewehrs der Bundeswehr (G3) beauftragt. Das seit Mai 1958 von Heckler & Koch weiterentwickelte Gewehr lief seither nicht mehr unter der Bezeichnung CETME-Sturmgewehr, sondern wurde als drittes Sturmgewehr der Bundeswehr eingeführt.
1956 war das in Belgien gefertigte FN als Standardgewehr G1 der Bundeswehr eingeführt worden, das 1957 eingeführte G2 (SIG 510 bzw. Sturmgewehr 57) wurde nur zu Testzwecken eingeführt.

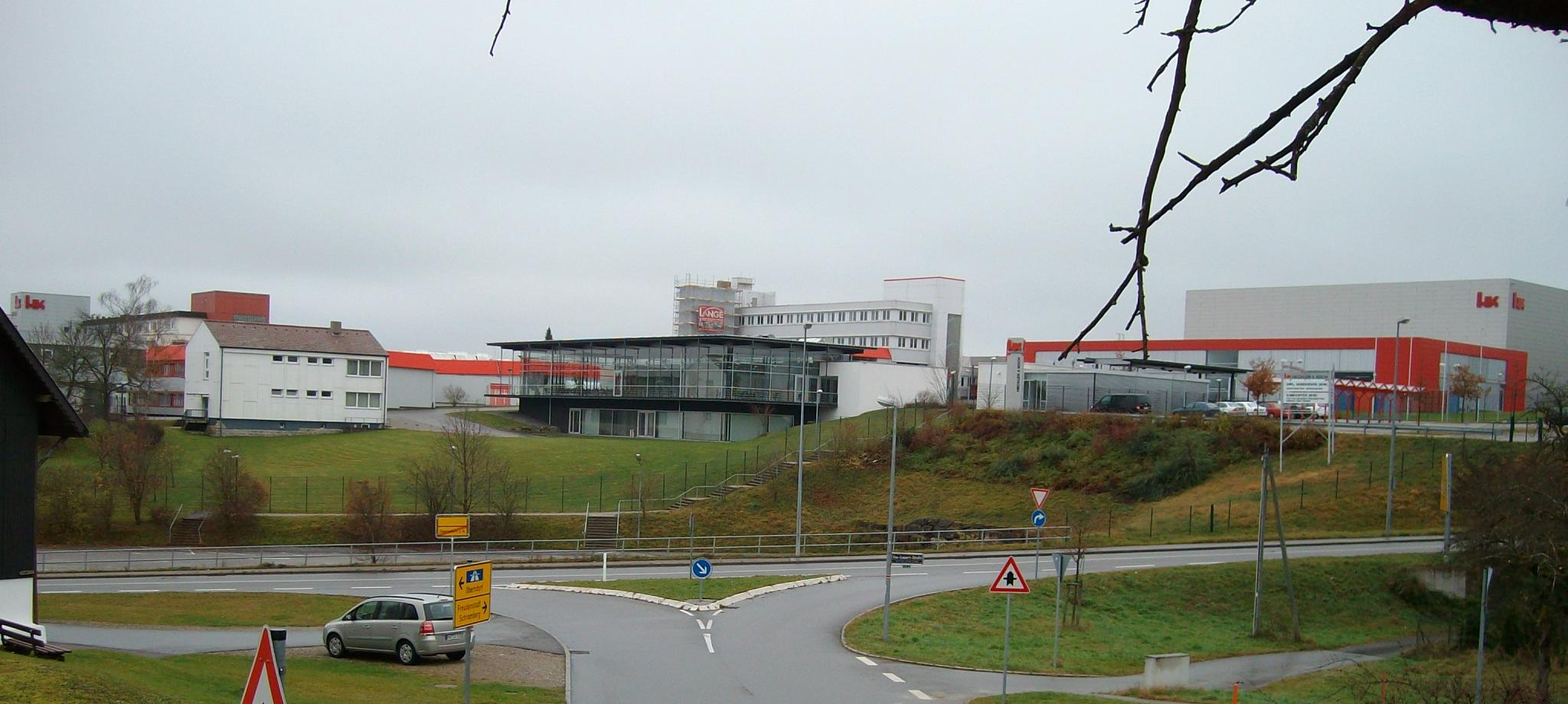
H&K-Werk, Oberndorf

Ab Juli 1955 baute H&K das zum HK G3 weiterentwickelte Gewehr in Serie. Dadurch wurde die Tradition der Rollenverschlusswaffen von Heckler & Koch begründet. 1956 gewann die Firma mit dem G3 die Ausschreibung für die Ordonnanzwaffe der Bundeswehr und erhielt 1958 die Generallizenz dafür. Nach Truppentests 1956 und 1957 erhielt die Firma im Januar 1959 den Auftrag des Bundesverteidigungsministeriums, 150.000 G3-Gewehre an die Bundeswehr zu liefern. Im September 1959 begann die Lieferung. Die Bundesrepublik finanzierte die Entwicklung des G3 und besitzt die Patentrechte dafür.

### Expansion in die USA und Umstrukturierungen
Am 2. Juli 1960 starb der Mitgründer Edmund Heckler. 1974 wurde das Unternehmen mit damals 2000 Mitarbeitern in die Bereiche HK Polizei- und Wehrtechnik sowie HK Jagd- und Sportwaffen aufgeteilt. 1975 wurde das US-Tochterunternehmen H&K Inc. in Arlington County, Virginia (USA) gegründet. Zunächst bestand diese Gesellschaft nur aus vier Personen. Infolge einer erheblichen Nachfragesteigerung nach HK-Waffen in den USA beschloss H&K 1979 den Bau eines eigenen Firmengebäudes in Chantilly (Virginia). Im Juli 1976 starb auch der Firmenmitgründer Theodor Koch. Alex Seidel blieb bis zum 19. Dezember 1980 im Unternehmen.
1981 trennte das Unternehmen die militärische von der zivilen Produktion und fasste den zivilen Maschinen- und Anlagenbau in der H&K Maschinen- und Anlagenbau GmbH in Schramberg-Waldmössingen zusammen. Diese wurde 1995 an die neu gegründete Schwäbische Werkzeugmaschinen GmbH verkauft. Der Anlagenbau diente vorrangig zum Aufbau von Lizenzwerken für militärische HK-Waffen im Ausland.
Die Bundesregierung beauftragte H&K 1974 mit der Entwicklung des HK G11 für die Bundeswehr und investierte bis 1989 dafür 84,1 Millionen DM. Im Mai 1990 stornierte das Bundesverteidigungsministerium jedoch überraschend den geplanten Ankauf des fertig entwickelten G11, weil sich die Ausgaben von zunächst 60 Millionen DM nach dem Ende des Warschauer Pakts nicht mehr begründen ließen. 1993 verwarf die Bundesregierung die Anschaffung des G11 endgültig. Mit einem Schuldenstand von 180 Millionen DM stand H&K 1991 vor dem Konkurs. Übernahmegespräche mit dem französischen Rüstungskonzern GIAT scheiterten. Baden-Württembergs damaliger Wirtschaftsminister Hermann Schaufler lehnte Bitten von H&K um Staatshilfen ab und kritisierte, dass die Firma kein Konversionskonzept habe.

### Übernahme durch Royal Ordnance
Daraufhin übernahm 1991 die Royal Ordnance (RO), eine Tochter des englischen Rüstungskonzerns British Aerospace (später BAE Systems), das Unternehmen. Weil RO bislang keine Handfeuerwaffen nach Deutschland verkauft hatte und somit keine Addition von Marktanteilen dafür zu erwarten war, erlaubte das Kartellamt die Übernahme. Dabei wurden 450 Beschäftigte entlassen.
Nach Klagen von Opferangehörigen gegen Schusswaffenhersteller in den USA versuchte BAE erfolglos, die aufgekaufte Tochterfirma Ende der 1990er Jahre wieder zu verkaufen. Als Grund gab BAE an, man wolle sich auf höherwertige Waffensysteme konzentrieren. Ende 1999 unterzeichneten der traditionsreiche US-Waffenhersteller Colt und BAE eine Absichtserklärung über den Kauf von H&K für 100 Millionen US-Dollar. Zum Verkauf kam es jedoch nicht. Einen Großauftrag konnte H&K 2002 verbuchen; für die Streitkräfte des Vereinigten Königreichs wurden SA80-Gewehre modernisiert.

### Objective Individual Combat Weapon
Ab 1994 hatte H&K zusammen mit anderen Rüstungsfirmen im Rahmen des Programms Objective Individual Combat Weapon (OICW) ein neues Handfeuerwaffensystem für die United States Army entwickelt. Diese entschied sich 1998 für den deutschen Entwurf. Ab 2008 sollte das neu entwickelte HK XM29 in der US-Armee eingeführt werden. Diese teilte das OICW-Programm 2005 jedoch in drei Teilbereiche auf und ließ auch das daraufhin entwickelte HK XM8 einstellen. Der erwartete Großauftrag zur Ausrüstung der US-Armee blieb aus.
Auch der technisch innovative Granatwerfer XM-25 entwickelte sich zu einem finanziellen Fiasko. Im Januar 2017 wurde die H&K AG von Orbital ATK auf einen Schadenersatz von über 27 Millionen Dollar verklagt, weil nicht alle Waffen wie vereinbart geliefert wurden. Die Unternehmen einigten sich, H&K musste 7,5 Millionen Dollar an Orbital ATK zahlen.

### Übernahme durch private Investoren
2002 wurde H&K an eine private Investorengruppe verkauft, zu der die beiden bisherigen Geschäftsführer Ernst Mauch und Dirk Holzknecht, der Londoner Kaufmann Keith Halsey und der deutsche Multiunternehmer Andreas Heeschen gehörten. Andreas Heeschen wurde mit 46 Prozent der Aktien und einer Option auf weitere rund fünf Prozent der Mehrheitseigner der neu gegründeten Dachgesellschaft H&K Beteiligungs-GmbH (HKB). Das Geschäftsmodell der HKB sieht vor, in renditestarke Projekte auch außerhalb des Rüstungsbereichs zu investieren.
Die neuen Eigentümer teilten das Unternehmen 2002 in die Sparten Wehrtechnik/Behördengeschäft und Zivilwaffen auf. Der herausgelöste Jagd- und Sportwaffenbereich wird seit 2003 durch die H&K Jagd- und Sportwaffen GmbH (HKJS) eigenständig geführt. Diese kaufte im selben Jahr das Traditionsunternehmen Merkel Jagd- und Sportwaffen (Suhler Jagd- und Sportwaffen GmbH) in Suhl, ließ es aber als eigenständige Marke und Produktionsstandort bestehen. 2007 wurde Merkel von Caracal International (Vereinigte Arabische Emirate) übernommen.
2008 wies H&K Verluste in Millionenhöhe aus. Als Ursache wurden finanzielle Beteiligungen an Verlustgeschäften und Kreditvergaben an die H&K-Eigner Halsey und Heeschen sowie an deren Unternehmen angegeben. Ein Großteil der Beteiligung von 41 Millionen Euro an der Firma Wolf-Garten musste abgeschrieben werden, als diese im Januar 2009 in Insolvenz ging.
Heeschen gab die Geschäftsführung der Wuppertaler Luhns-GmbH 2008 auf und wechselte in den Vorstand von H&K. Im Januar 2010 verkaufte er zunächst befristet 4,6 Prozent der HKB aus seinen Anteilen an seinen Schwager, den Unternehmer Alfred Schefenacker, und kündigte für Ende Juni 2010 einen Rückkauf an. Als Grund benannte Heeschen familiensteuerliche Planungen. Im April 2011 hielten Andreas Heeschen 51 %, Keith Halsey 40 % und Alfred Schefenacker 9 % der Unternehmensanteile.
Im November 2009 reichten vier Hedgefonds vor einem US-Gericht Klage gegen Andreas Heeschen und Keith Halsey ein: Die Mehrheitseigentümer von H&K hätten einen von ihnen gegebenen Kredit der US-Bank Merrill Lynch von 2006 über 100 Millionen Euro an die Dachgesellschaft HKB zweckentfremdet, indem sie Immobilien, Flugzeuge, Hubschrauber und eine Yacht gekauft und privat genutzt hätten. Die Kläger verlangten den gesamten Kredit deshalb sofort, nicht erst wie vorgesehen im April 2013 zurück. Heeschen hatte die Firma H&K als Kreditsicherheit angegeben. Er wies die Vorwürfe bei einer gerichtlichen Anhörung im April 2010 zurück: Privatnutzung des Firmeneigentums sei stets privat bezahlt worden. Klagemotiv seien eigene Finanznöte der Kläger. Im August 2010 wies das US-Gericht die Klage zurück, weil der Kreditarrangeur Merrill Lynch nicht selbst geklagt hatte. Die HKB erwog daraufhin eine Gegenklage auf Schadensersatz gegen einzelne Hedgefonds wegen Rufschädigung.
Ende 2010 stufte Standard & Poor’s das Rating für H&K auf CCC+ (Zahlungsausfall nur bei günstiger Entwicklung abwendbar) herab, weil die Refinanzierung einer im Juli 2011 fälligen Anleihe über 120 Millionen Euro nicht gesichert sei. Um den fälligen Kredit begleichen zu können, platzierte H&K im Mai 2011 Hochzinsanleihen von insgesamt 295 Millionen Euro, die bis 2018 laufen. Damit sollte auch ein 2013 endfälliger Kredit über 100 Millionen Euro abgelöst werden. Ein 2011 geplanter Börsengang mit dem Ziel, die Verschuldung des Unternehmens zu senken, wurde im September 2011 vorerst verschoben.
Um den Einstieg von Investoren zu erleichtern, ist die H&K Beteiligungsgesellschaft im April 2014 von einer GmbH in eine nicht börsennotierte Aktiengesellschaft umgewandelt worden. Am 28. Juli 2015 wurde H&K an der Pariser Börse Euronext notiert. Ende 2015 hat Heeschen 60 Millionen Euro aus seinem Privatvermögen übertragen, um die Nettoverschuldung zu senken und so eine bessere Bewertung durch Ratingagenturen anzuregen.
Im Mai 2017 wurde berichtet, dass H&K im US-Bundesstaat Georgia für 23 Millionen Dollar ein neues Werk bauen will, um dort für den zivilen Waffenmarkt zu produzieren.
Auf der Hauptversammlung im Sommer 2017 beschloss H&K eine strategische Neuausrichtung, die sog. „Grüne-Länder-Strategie“. Grundsätzlich wird nur noch an EU-, NATO- bzw. NATO-assoziierte Staaten (u. a. Australien, Neuseeland, Schweiz) geliefert sowie an Länder, die das europäische Wertesystem teilen. Länder wie Saudi-Arabien, Mexiko, Brasilien oder Türkei werden demnach nicht mehr beliefert. Altverträge, die vor der strategischen Neuausrichtung geschlossen worden sind, werden noch vertragstreu abgewickelt, sofern eine gültige Ausfuhrgenehmigung der Bundesregierung vorliegt.
Auf der Hauptversammlung der H&K AG am 12. Juli 2019 erklärte der Finanzvorstand des Unternehmens, Björn Krönert, dass der Schuldenstand von H&K im Jahr 2018 von 182 Millionen Euro auf 231 Millionen Euro gestiegen ist. Der Wirtschaftsprüfer warnte vor einem „bestandesgefährdenden Risiko“.

### Verkauf an Finanzholding CDE
Die Luxemburger Finanzholding CDE (Compagnie de Développement de l’Eau) hält seit Juli 2020 die Mehrheit an dem Konzern. Vorausgegangen sei laut Medienberichten ein interner Machtkampf. Hinter CDE steht der französische Investor Nicolas Walewski mit dem Privatvermögen seiner Familie. Zuvor habe das Bundeswirtschaftsministerium der CDE die Genehmigung zur Übernahme erteilt. Nach eigenen Angaben ist die CDE bereits seit 2015 Aktionärin der Heckler & Koch AG und stockte ihre Beteiligung auf rund 60 Prozent auf. Die CDE machte Heeschen für schlechtes Management verantwortlich und versuchte bereits 2019, ihn hinauszudrängen. Dieses gelang im Jahr 2020. Gegen den Beschluss der Hauptversammlung 2021 ging Heeschen gerichtlich vor. Das Landgericht Stuttgart gab Heeschen Recht, denn es war unklar, wann genau die Stimmrechtsmehrheit von Heeschen an die CDE überging. Erst im Juli 2022 wurde die Mehrheitsbeteiligung der CDE transparent dargestellt. Wegen der geklärten Mehrheitsverhältnisse hatte die Gerichtsentscheidung zwar keinen Einfluss auf die Unternehmensstruktur, aber die Kosten des Rechtsstreits für H&K betrugen etwa 500.000 Euro.
Am 31. Juli 2020 gab der frühere Generalinspekteur der Bundeswehr Harald Kujat bekannt, er werde bis zur Hauptversammlung am 27. August 2020 als Aufsichtsratsvorsitzender von H&K zurücktreten. Heeschen hatte Kujat als prominentes Aushängeschild erst im Sommer 2019 auf diesen Posten installiert. Die Luxemburger Finanzholding CDE, die die Aktienmehrheit bei H&K besitzt, wollte Kujat bereits im Dezember 2019 aus dem Aufsichtsrat entfernen.

## Produkte

### Waffen für Militär und Behörden

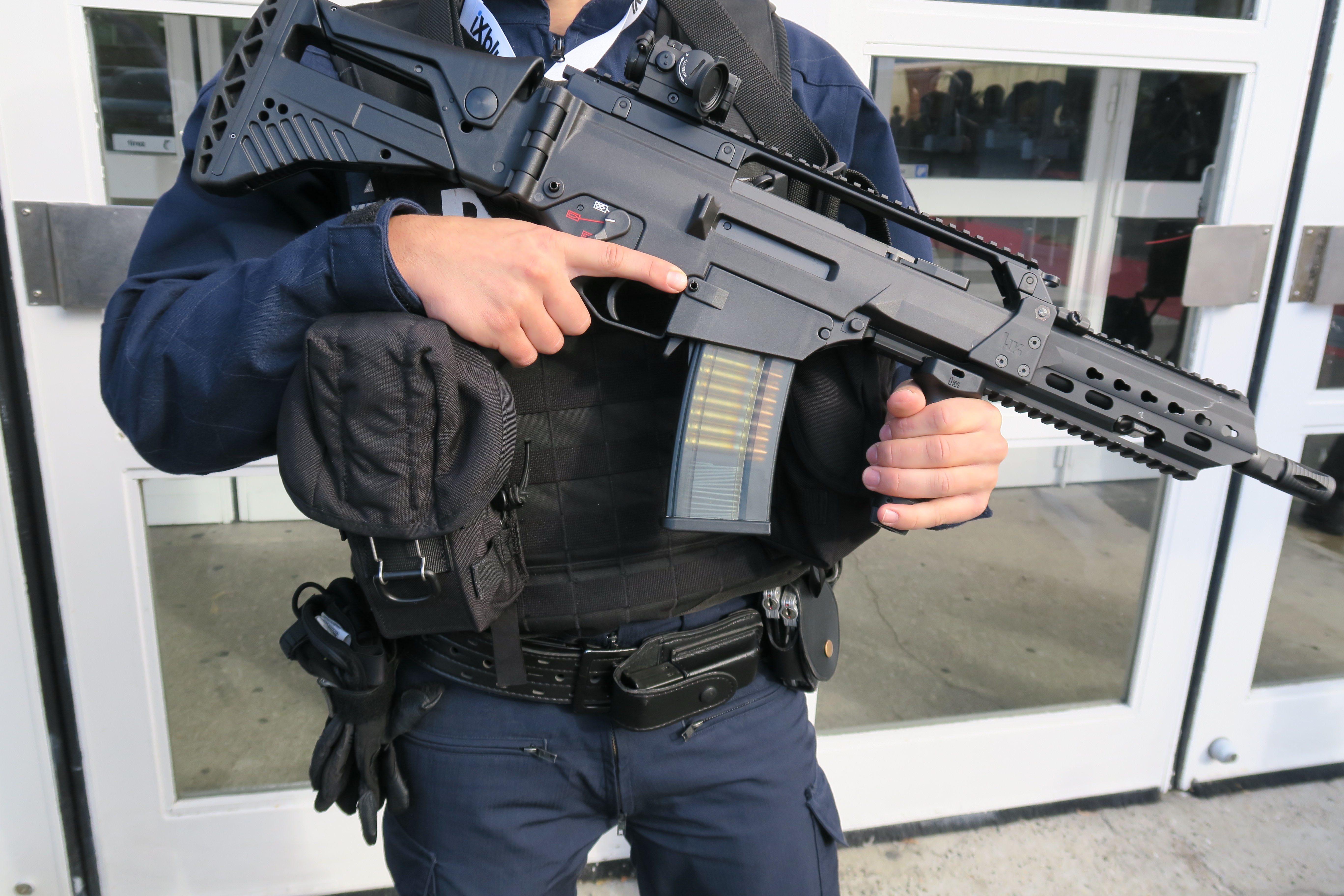
Das G36

Die militärische Produktpalette besteht aus Pistolen, Maschinenpistolen, Sturmgewehren, Maschinengewehren, Präzisionsgewehren und 40-Millimeter-Systemen.
H&K produziert die aktuellen Dienstwaffen der deutschen Polizei HK P10, HK P7, HK P2000, HK P30, die neue HK SFP9 sowie die Ordonnanzwaffen der Bundeswehr, die Dienstpistole HK P8 und das Infanteriegewehr HK G36, wie auch die Maschinenpistolen MP5 und MP7. Im Juni 2014 setzten das Bundesministerium der Verteidigung (BMVg) und der Bundestag die weitere Beschaffung des G36 wegen Zweifeln an der Treffergenauigkeit aus. Untersuchungen einer Kommission erhärteten diese Zweifel. Ein Gericht stellte fest, dass man Heckler & Koch keinerlei Vorwürfe wegen der Präzisionsmängel machen könne, und wies Schadensersatzforderungen des BMVg zurück.
Die französische Armee entschied sich 2017 für das HK416 als Ordonnanzwaffe, im gleichen Jahr wurde es in der Version M27 beim United States Marine Corps eingeführt.

### Sport- und Jagdwaffen
Die Tochtergesellschaft HK Sidearms GmbH produziert und vertreibt Sport- und Jagdwaffen und andere Produkte für den Zivilmarkt. Die Produkte sind teilweise Varianten militärischer Waffen (so ist das HK SL7 eine Version des G3, das HK SL8 eine Version des G36), sie werden daher in manchen firmenunabhängigen Produktkatalogen miteinander aufgelistet. Zivilwaffen werden auch an die H&K Inc. in Virginia / USA weitervertrieben.

## Standorte
Heckler & Koch hat sein Stammwerk im baden-württembergischen Oberndorf. Im dortigen Werk arbeiten rund 910 Beschäftigte. H&K betreibt in den USA ein Pistolen-Montagewerk, da dort ein Viertel des Konzernumsatzes erwirtschaftet wird. In dem US-Werk arbeiten 85 Beschäftigte.

## Kunden
H&K beliefert mindestens 88 Staaten direkt mit Waffen, darunter die Polizeien und Armeen der meisten NATO-Staaten. In mindestens 92 Staaten sind Sicherheitskräfte mit von der Firma entwickelten Waffen ausgerüstet.
Bis 2012 wurden etwa sieben Millionen Stück des G3 hergestellt, von denen noch etwa drei Millionen im Umlauf sind. Weltweit ist es damit nach der Kalaschnikow (70–100 Millionen) und dem US-amerikanischen M16 (12 Millionen) die Waffe, die am häufigsten produziert wurde. G3-Gewehre aus nichtdeutscher Lizenzproduktion werden heute nur noch in Pakistan in schlechter Qualität gefertigt.
Polizeien, Sondereinheiten und andere Sicherheitskräfte von mindestens 61 Staaten verwenden die Maschinenpistolen-Bauserie HK MP5, oft seit Jahrzehnten. H&K rüstete die Sicherungsgruppe Bonn des Bundeskriminalamts, die Bundespolizei (ehemalig Bundesgrenzschutz), GSG 9, polizeiliche MEKs, Polizeien und Spezialeinsatzkommandos der Bundesländer mit der MP5 aus, zum Teil schussbereit befestigt in einem „Spezialkoffer“ zum Personenschutz.
H&K arbeitete von mindestens 2006 bis 2008 mit der US-Sicherheitsfirma Blackwater Worldwide zusammen, lieferte dieser wahrscheinlich über die US-Tochterfirma in Virginia Waffen, entwickelte mit ihr neue Spezialwaffen und bot ihren Söldnern Schießlehrgänge an. Seit 2007 wurden Morde von Blackwater-Söldnern an Zivilisten im Irak bekannt. Nach kritischen Medienberichten im Februar 2008 kündigte H&K an, die Zusammenarbeit mit Blackwater einzustellen.
H&K erhielt von 2001 bis 2011 über 900 Direktaufträge und elf Forschungsaufträge der Bundeswehr. Die Höhe der dazu bereitgestellten Finanzmittel wird nicht bekannt gegeben.
Anfang 1999 beschloss Spanien, das HK G36 mit 115.000 Stück als Ordonnanzwaffe seiner Streitkräfte zu beschaffen, und erhielt eine Herstellungslizenz dafür. Insgesamt soll das G36 in 35 Staaten geliefert worden sein.
H&K war zumindest bis 2017 Mitglied in der National Rifle Association of America (NRA) und National Shooting Sports Foundation (NSSF) und stellt seine Waffen auf deren Messen aus. Nach Eigenaussage des Unternehmens im Jahre 2020 ist H&K kein Mitglied der NRA.

## Lizenzen und Exportgenehmigungen
Bis in die 1970er Jahre förderte die Bundesregierung die Proliferation von Kleinwaffen im Zeichen des Kalten Krieges trotz Exportbeschränkungen. Bis 1988 vergab sie für das G3 Ausfuhrgenehmigungen für über 80 Staaten und Herstellungslizenzen zu dessen Nachbau an 16 Staaten.
Die Entwicklungskosten des G3 wurden bis Ende der 1970er Jahre aus Einnahmen vergebener Lizenzen und Verkaufserlösen zurückgezahlt. Diese Rückflüsse wurden im allgemeinen Bundeshaushalt verbucht; ihre Höhe ist nach Angaben der Bundesregierung von 1989 unbekannt.

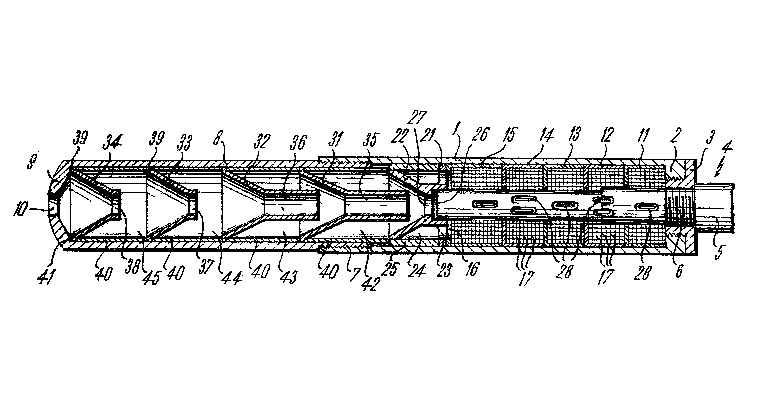
1971 veröffentlichtes Patent DE1553874 für H&K-Handfeuerwaffe mit Schalldämpfer

Für andere seiner Waffen und Weiterentwicklungen des G3 vergab H&K selbst private Herstellungslizenzen. Die Waffen MP5, HK21, HK23E, HK33, G36, G41, HK53, P7 und HK GMW werden in Großbritannien, der Türkei, Saudi-Arabien, Pakistan, Griechenland, Mexiko, Portugal, Thailand, Spanien und Italien hergestellt. Die 1982 eingeführte Richtlinie zur „Endverbleibskontrolle“ soll gewährleisten, dass solche lizenzierten Nachbauten nur mit Genehmigung der Bundesregierung in Drittstaaten exportiert werden. Sie berührt nicht die bis dahin vergebenen Lizenzen. Somit erfolgte auch keine Kontrolle der Lizenzen für das G3, die weitgehend in den 1960er und 1970er Jahren erteilt worden waren.
Beispielsweise befürwortete das Auswärtige Amt 1971 die von H&K beantragte Lieferung von 40.000 HK33, 5000 Baugruppen und 5000 Einzelteilen an die thailändischen Streitkräfte als Stabilisierung dieses Staates gegenüber den umgebenden Großmächten. Eine Anfrage Zyperns von 1980, knapp 50 HK-Waffen zur Terrorismus-Bekämpfung im Inland einführen zu dürfen, beschied die damalige Bundesregierung ablehnend. 2002 lehnte sie eine Exportlizenz für HK-Waffen an die Armee Indiens ab, weil deren Einsatz in bewaffneten Konflikten befürchtet wurde. Auch eine Exportlizenz für HK-Waffen an Nepal lehnte sie aus diesem Grund ab. Belgiens Regierung erlaubte der Firma FN Herstal daraufhin die Lieferung ähnlicher Waffen an Nepal und brach dabei eine EU-Vereinbarung, den Staat zu konsultieren, der den Export abgelehnt hatte.
Am 29. Oktober 2015 wurde bekannt, dass H&K wegen nicht erteilter Ausfuhrgenehmigungen für Teile zur Herstellung von G36-Gewehren in Saudi-Arabien gegen das Bundesamt für Wirtschaft und Ausfuhrkontrolle Klage einreicht.

## Weiterverbreitung von HK-Waffen
In Oberndorf hergestellte HK-Waffen tauchten öfter in Staaten auf, für die vor 1990 ein westdeutsches oder später ein gesamtdeutsches Waffenexportverbot bestand. Von H&K legal exportierte Waffen wurden in Empfängerstaaten zum Teil für unter Menschenrechtsgesichtspunkten umstrittene Zwecke benutzt, etwa ab 1984 für Hinrichtungen in einem Hochsicherheitsgefängnis in Thailand oder 1992 zur Ermordung aufständischer Häftlinge in Brasilien.
H&K setzt sich nach eigenen Angaben für die Aufklärung von Verbrechen mit HK-Waffen ein. Die Firma trat einer UN-Initiative gegen den illegalen Verkauf von ausgemusterten Waffen bei und unterstützt die Bundesregierung und eine Bürgerinitiative in Rio de Janeiro dabei, die Erstkäufer von HK-Waffen zu ermitteln, die in dortigen Slums für Verbrechen verwendet wurden.

### Sudan, Tschad
Von 1960 bis 1980 hatte H&K große Mengen des G3 an Sudan und Tschad geliefert. Zudem hatte die bundesdeutsche Firma Fritz Werner Geisenheim (heute Teil von Ferrostaal) in Khartum eine Munitionsfabrik gebaut, die bis mindestens 2007 von Pakistans POF, einem HK-Lizenzwerk, beliefert wurde. In den 1980er Jahren erhielt Sudan HK-Lizenzwaffen aus Großbritannien und Saudi-Arabien sowie 1992 aus dem Iran. Diese setzten sudanesische Milizen gegen südsudanesische Rebellen ein, worauf deren Gefechte 2003 zum Darfur-Konflikt eskalierten. 2004 rüstete Mohamed Ahmed Harun, Minister des Sudan, die Dschandschawid erneut mit G3-Gewehren aus dem Iran auf. Daraufhin erließ der Internationale Strafgerichtshof in Den Haag einen Haftbefehl gegen ihn.

### Serbien, Bosnien
1992, während eines UN-Waffenembargos, wurden vom Beschussamt Ulm markierte G3-Gewehre nach Jugoslawien geliefert und von serbischen Scharfschützen gegen bosnische Muslime verwendet.

### DDR
1992 entdeckte Notizen eines Offiziers des DDR-Ministeriums für Staatssicherheit (MfS) machten bekannt, dass die DDR jahrelang verdeckte Kontakte mit HK-Vertretern gepflegt und HK-Waffen gekauft hatte. Demnach bot das MfS H&K 1989 an, HK-Lieferungen im Wert von über 16 Millionen Mark mit Platzpatronen zu begleichen. Unter anderem besorgte das MfS auch das von der Bundeswehr abgelehnte G11 und ließ es DDR-Rüstungsfirmen vorführen. Der Devisenbeschaffer Alexander Schalck-Golodkowski soll 1983 legal an Österreich gelieferte HK-Waffen in die DDR importiert haben. 1988 soll er 50 MP5-Koffer für Spezialeinheiten des MfS erworben haben. Die DDR führte Waffen, Zielprojektoren, Granaten und Spezialmunition von H&K über Drittstaaten ein. H&K zufolge wurden nur 39 Werkzeugmaschinen an die DDR geliefert. 1991 wurde wegen dieser DDR-Kontakte ein Ermittlungsverfahren gegen H&K eingeleitet; die Firmenzentrale wurde erst im August 1992 durchsucht.

### Sierra Leone, Kolumbien, Nicaragua
Ein Untersuchungsausschuss des Bundestags zu DDR-Regierungskriminalität fand nach deutschen und britischen Medienberichten von 1993 und 1994 heraus, dass die damalige Staatsfirma Royal Ordnance (RO), der damalige Eigentümer von H&K, in den 1980er Jahren Lieferungen von HK-Waffen nach Sierra Leone und Kolumbien vorgetäuscht hatte. Dazu habe RO die HK-Waffen umgebaut, neu verpackt und mit gefälschten Papieren ausgestattet. Tatsächlich seien sie mit DDR-Schiffen nach Rostock an das MfS, ferner an die Contras in Nicaragua und Staaten im Mittleren Osten geliefert worden. Damit habe RO bundesdeutsche Exportverbote für diese Staaten umgangen.

### Mexiko
Ab März 2004 verkaufte H&K legal einige G36 an Mexikos Verteidigungsministerium. Ab September 2005 stuften die bundesdeutschen Behörden die Menschenrechtslage in den mexikanischen Bundesstaaten Chiapas, Chihuahua, Guerrero und Jalisco wegen Korruption und Folter als bedenklich ein und verweigerten die Genehmigung weiterer Waffenexporte dorthin. H&K verfügte über gute Verbindungen zu den deutschen Behörden und war informiert, welche mexikanischen Bundesstaaten als belieferungsfähig galten und welche nicht. H&K stellte daraufhin einen neuen Antrag, in dem nur noch als sicher eingestufte Bundesstaaten als Empfänger deklariert waren. Die Behörden genehmigten die Waffenexporte in andere Bundesstaaten Mexikos, obwohl sie selber anzweifelten, dass mit der Differenzierung eines Staates in belieferbare und nicht belieferbare Regionen eine Kontrolle möglich sei. Auch gab es völkerrechtliche Bedenken über die innerstaatliche Verwendungsbeschränkung. Damit erhielt H&K weitere deutsche Exportgenehmigungen für Mexiko, ohne dass der Bundessicherheitsrat darüber beriet.
2005 wollte H&K Maschinen für eine Lizenzversion des G36 im Wert von 27 Mio. US-Dollar an Mexiko verkaufen. 2006 stellte Mexiko jedoch stattdessen das neue Gewehr FX-05 vor, das auf dem Design des G36 basiert und die in Mexiko hergestellte Lizenzversion des HK G3 bis 2012 ersetzen sollte. Daraufhin drohten H&K und die Bundesregierung mit einer Klage wegen Produktpiraterie, verlangten die Zerstörung des FX 5 und Schadensersatz. 2007 nach einem Gespräch mit Mexikos Verteidigungsministerium zog H&K die Klagedrohung zurück. Ein Zusammenhang dieses Schritts mit dem Ankauf des G36 durch Mexikos Polizei wurde vermutet.
2007 beantragte H&K eine Exportgenehmigung für Ersatzteile des G36 und gab auch Lieferanschriften aus den vier nicht genehmigten mexikanischen Bundesstaaten an. Das Bundesamt für Wirtschaft und Ausfuhrkontrolle (Bafa) erhielt auf Rückfrage die Auskunft, es handele sich um ein Versehen. Laut Zeugenaussagen und Reiseabrechnungen von 2006 bis 2009 sollen H&K-Mitarbeiter G36-Gewehre jedoch gezielt auch in jenen vier Bundesstaaten vorgeführt und Mexikaner zu deren Gebrauch angeleitet haben. H&K-Vertreter wiesen die Vorwürfe zurück: Man kenne solche Belege nicht, beliefere legal nur die zentrale Einfuhrbehörde Mexikos und habe auf die dortige Verteilung der Waffen keinen Einfluss.
Am 19. April 2010 stellte der Friedensaktivist Jürgen Grässlin unter anderem wegen mutmaßlicher illegaler Exporte nach Mexiko, die ihm auch ein früherer H&K-Mitarbeiter bestätigt habe, eine Strafanzeige gegen H&K. Die Staatsanwaltschaft Stuttgart nahm daraufhin Ermittlungen auf. Im Dezember 2010 berichtete Report Mainz, H&K habe seit 2005 G36-Gewehre an die Polizei jener vier mit Exportverboten belegten Unruheprovinzen Mexikos geliefert. Ein dortiger Polizeivertreter gab an, H&K habe dafür die zentrale Waffeneinkaufsbehörde DCAM bestochen. Auch ein Ex-Mitarbeiter der Firma erklärte schriftlich, H&K habe illegal Gewehre und Ersatzteile nach Mexiko geliefert, die staatliche Genehmigung dafür mit einer Falschaussage erreicht, den verantwortlichen Beamten der DCAM mit 25 US-Dollar für jedes verkaufte G36 und 20 US-Dollar für jede HK-Kurzwaffe bestochen und die Polizei einer Unruheprovinz an den HK-Waffen geschult. Die Staatsanwältin Claudia Krauth vermutete, H&K habe eine Spende von 2010 an die FDP Tuttlingen „im Zusammenhang mit Genehmigungen von Waffen nach Mexiko gezielt platziert“. Am 21. Dezember 2010 durchsuchten 20 Polizeibeamte deswegen die Geschäftsräume von H&K.
H&K erklärte dazu, man habe ausschließlich die DCAM beliefert. Diese habe vertraglich zugesichert, nur die Polizeibehörden der in der Endverbleibserklärung aufgeführten Bundesstaaten Mexikos mit diesen Waffen auszurüsten. Einzelne Bundesstaaten habe diese Erklärung aber nicht explizit ausgeschlossen; Mexikos Bundespolizei dürfe überall mit diesen Waffen operieren. Man habe keinen Anlass, die Rechtstreue der DCAM zu bezweifeln. Man habe Mexikos Behörden nach 2007 über die deutschen Exportauflagen informiert. Dies bestritt der Direktor von DCAM: Weder H&K noch die Bundesregierung noch die deutsche Botschaft hätten Mexiko je über deutsche Auflagen informiert. Staatssekretär Ernst Burgbacher (FDP) erklärte am 28. September 2011 auf Nachfrage im Bundestag, es habe keine Exportverbote für einzelne Bundesstaaten Mexikos gegeben. Die Bundesregierung setzte weitere Genehmigungen für H&K-Exporte nach Mexiko aus, hielt jedoch an bereits erteilten etwa 50 Genehmigungen an H&K fest und versprach nur weitere Einzelfallprüfungen. Oppositionelle Bundestagsabgeordnete verlangten dagegen einen Auftragsstopp an H&K. Am 12. Dezember 2011 erschossen Polizisten, die nach Fotografien und Zeugenaussagen mit dem G36 bewaffnet waren, in der Landeshauptstadt Chilpancingo (Guerrero) zwei Demonstranten. Amnesty International nahm diesen Fall zum Anlass für eine Kampagne gegen Kleinwaffenexporte.
Ab Mai 2013 beschuldigte die Firmenleitung von H&K intern zwei langjährige Mitarbeiter, sie hätten Sturmgewehre eigenmächtig ohne Wissen der Geschäftsleitung in nicht genehmigte belegte Bundesstaaten Mexikos geliefert. Die Staatsanwaltschaft Stuttgart bestätigte laufende Ermittlungen gegen weitere Firmenmitarbeiter, auch wegen des Verdachts auf illegale Parteispenden für solche Waffenlieferungen nach Mexiko. Am 15. Januar 2014 urteilte das Arbeitsgericht Freiburg, H&K müsse die beiden inzwischen entlassenen Mitarbeiter wieder einstellen. Im Dezember 2013 zeigte eine Bürgerwehr in Tixtla (Guerrero) deutschen Journalisten einige G36, die sie der korrupten örtlichen Polizei abgenommen hatte, und bezeugte, die Polizei ihres Bundesstaates sei überall mit diesen Waffen ausgerüstet; auch die Mafia verfüge darüber.
Das Kölner Zollkriminalamt (ZKA) ermittelte bis August 2014, dass H&K 4767 von 9472 G-36-Sturmgewehren, die von 2003 bis 2011 nach Mexiko geliefert wurden, nach Jalisco, Guerrero, Chiapas und Chihuahua verkauft hatte. Es nannte schriftliche Belege dafür, wann und wie H&K-Mitarbeiter Exportverbote in diese Bundesstaaten umgangen hatten: Sie hätten die tatsächlichen Empfänger verschwiegen und falsche Dokumente bei den mexikanischen Behörden bestellt, um die deutschen Genehmigungsbehörden zu täuschen. Das Amt empfahl eine Anklage gegen fünf H&K-Verantwortliche, die diese nach deutschen Richtlinien illegalen Verkäufe „herbeigeführt, gefördert oder zumindest gebilligt“ hätten, und den Einzug der Firmengewinne aus diesen Verkäufen von drei Millionen Euro. Bundesdeutsche Medien machten diesen Bericht im Mai 2015 bekannt.
Bei einer Massenentführung in Iguala 2014 (26. September) erschoss die Polizei sechs demonstrierende Studenten und übergab weitere Demonstranten an eine Mafiagruppe, die 43 davon verschwinden ließ und wahrscheinlich ermordete. Die Ermittler beschlagnahmten unter anderem 36 G36-Sturmgewehre bei den Tatbeteiligten, darunter dem Bürgermeister und dem Polizeichef von Iguala (Guerrero). Einige deutsche Journalisten und Politiker forderten daraufhin, die Stuttgarter Staatsanwaltschaft müsse den illegalen Export von mindestens 1.924 H&K-Waffen in den Bundesstaat Guerrero endlich aufklären und dazu mit den mexikanischen Ermittlern zusammenarbeiten. Am 25. Dezember 2014 protestierten Mexikaner vor der deutschen Botschaft in Mexiko-Stadt gegen die Ausrüstung der Polizei im Bundesstaat Guerrero mit HK-Waffen und deren Einsatz.
Am 23. September 2015 befasste sich das Erste Deutsche Fernsehen mit dem Thema in dem Thriller Meister des Todes. Am 5. November 2015 klagte die Staatsanwaltschaft Stuttgart sechs frühere H&K-Mitarbeiter wegen Verstößen gegen das Kriegswaffenkontroll- und das Außenwirtschaftsgesetz an: Sie hätten sich an 16 Lieferungen von Gewehren und Zubehörteilen nach Mexiko beteiligt. Dabei sei ihnen bekannt gewesen, dass diese Lieferungen in mexikanische Bundesstaaten abgegeben wurden, die nicht von den deutschen Exportgenehmigungen umfasst waren. Ermittlungsverfahren gegen 13 Mitbeschuldigte wurden eingestellt. Im Mai 2016 eröffnete das Landgericht Stuttgart das Hauptverfahren gegen zwei ehemalige Geschäftsführer, zwei ehemalige Vertriebsleiter und eine Vertriebsmitarbeiterin. Ihnen wurde ein Verstoß gegen das Kriegswaffenkontroll- und Außenwirtschaftsgesetz vorgeworfen. Nach zehnmonatiger Hauptverhandlung wurden im Februar 2019 zwei der Angeklagten (einer der ehemaligen Vertriebsleiter und die Sachbearbeiterin) zu Bewährungsstrafen verurteilt und die übrigen freigesprochen. Gegen H&K wurde die Einziehung von Verkaufserlösen in Höhe von rund 3,7 Mio. Euro angeordnet. Die Entscheidung wurde vom BGH bestätigt.

### Libyen
Im Bürgerkrieg in Libyen (2011) erbeuteten Aufständische in Mohammed al-Gaddafis Residenz in Tripolis dutzende G36-Sturmgewehre aus deutscher Herstellung von 2003, aber mit unkenntlichen Waffennummern. Die Firma kündigte an, ein eigenes Expertenteam nach Libyen zu senden, um die Herkunft der Waffen zu ermitteln. H&K zufolge wurden die in Tripolis erbeuteten G36-Gewehre 2003 mit behördlicher Genehmigung an das ägyptische Verteidigungsministerium geliefert. Man wisse nicht, wie sie von dort nach Libyen gelangt seien.
Im September 2011 stellte Jürgen Grässlin Strafanzeige gegen H&K wegen des Verdachts illegaler Waffenlieferungen an Libyen; H&K selbst stellte Strafanzeige gegen Unbekannt, da man keine Waffen an Libyen geliefert habe. Ab Oktober 2011 ermittelte die Staatsanwaltschaft Stuttgart gegen H&K wegen mutmaßlicher Verstöße gegen das Kriegswaffenkontrollgesetz bei den nach Libyen gelangten HK-Waffen. Zum 1. Juli 2014 wurde das Verfahren eingestellt. Laut Staatsanwältin Claudia Krauth ließ sich kein hinreichender Tatverdacht nachweisen, da der Weg der Waffen nach Libyen nicht mehr geklärt werden könne.

### Saudi-Arabien
Saudi-Arabien weihte im August 2011 eine Fabrik für das G36 ein, die der saudische Rüstungskonzern Modern Industries Company (MIC) mit der Lizenz und Hilfe von H&K gebaut hatte. Proteste einiger Bundestagsabgeordneter wiesen die Bundesregierung und H&K mit Verweis auf die Rechtslage zurück. Laut Andreas Heeschen liefert H&K dem saudischen Hersteller Komponenten, die er nicht selbst herstellen könne. Deshalb könne er auch keine HK-Waffen in Krisengebiete liefern. Der saudische Direktor von MIC kündigte gegenüber einem deutschen Bundestagsabgeordneten jedoch an, MIC werde HK-Waffen wie das G36 durch Importe und Nachbau von HK-Teilen bis Ende 2012 vollständig selbst produzieren und nach zehn Jahren eventuell exportieren. MIC stellt seine Produkte auf Waffenmessen im Ausland aus.

### Andere
Im August 2008 wurde bekannt, dass Truppen Georgiens G3-Gewehre im Kaukasuskrieg einsetzten, obwohl die Bundesregierung einen Exportantrag von H&K für eine Lieferung von 230 Stück G3 nach Georgien im Januar 2006 abgelehnt hatte. Die Aufklärung des illegalen Exports und gegebenenfalls Einstellung weiterer Rüstungslieferungen an Lizenzempfänger von H&K wurden im Bundestag verlangt.
Importeure deutscher HK-Waffen und Hersteller lizenzierter Nachbauten haben ihre Produkte entgegen deutschen Auflagen öfter auch in Krisengebiete verkauft. So erklärte der Direktor von MKE/Türkei im Mai 1995, man verkaufe das G3 und MP5 in einige Staaten des Mittleren Ostens. Im Juli erklärte das Bundeswirtschaftsministerium dazu, man habe MKE keine Exportrechte erteilt und von deren Exporten keine Kenntnis. Die Türkei lieferte 1998 500 MP5 an Indonesien, als dieses einem britischen Waffenembargo unterlag. Der Iran und Pakistan hatten sich vertraglich verpflichtet, HK-Waffen nur für eigene nationale Kräfte herzustellen, verkauften sie dann aber in weitere Krisenstaaten. Zudem produzieren Iran und Myanmar das G3 vertragswidrig auch nach Erlöschen der Lizenz und lassen auch ungenehmigte Nachbauten der MP5 anfertigen.

## Kritische Auseinandersetzung
Weil H&K-Waffen und deren Lizenzfertigungen trotz diverser Waffenembargos in Krisenregionen verbreitet sind, werden das Unternehmen und die Genehmigungspraxis deutscher Behörden immer wieder öffentlich kritisiert.

### Korruptionsvorwürfe
So wurde H&K mehrfach vorgeworfen, Ausfuhrgenehmigungen durch unzulässige Einflussnahme auf Abgeordnete zu erwirken. Parteispenden von H&K, die in zeitlichem Zusammenhang mit Exportgenehmigungen erfolgten, weckten den Verdacht von indirekter oder direkter Bestechung.
1998 spendete H&K der CDU über 40.000 DM, mehr als doppelt so viel wie in den Jahren zuvor. Nach Bekanntgabe der Spende 1999 vermuteten einige oppositionelle Bundestagsabgeordnete und Journalisten einen Zusammenhang mit einem Millionengeschäft, der Ausfuhr von Material zur Herstellung des HK33 an die Türkei, die die Bundesregierung der Firma 1998 erlaubt hatte.
Nach dem Regierungseintritt der FDP spendete H&K 2009 und 2010 je 5000 Euro an den FDP-Kreisverband Tuttlingen. Dessen Abgeordneter Ernst Burgbacher wurde 2009 zum parlamentarischen Staatssekretär in das Bundeswirtschaftsministerium berufen, das Waffenexporte genehmigen muss. Er ist nach eigener Aussage nicht für Waffenlieferungen zuständig. FDP-Schatzmeister Patrick Döring bestritt jeden Zusammenhang der HK-Spenden an die FDP mit Ausfuhrgenehmigungen.
Infolge kritischer Medienberichte räumte H&K im Dezember 2011 Spenden von insgesamt 93.000 Euro für die Jahre 2002 bis 2011 ein. Davon gingen 70.000 an die CDU, 20.000 an die FDP und 3000 an die SPD. CDU- und FDP-Vertreter bestätigten den Empfang der HK-Spenden. Beide Seiten bestreiten jeden Zusammenhang mit einem Einsatz von Abgeordneten für HK-Exporte. Fast alle HK-Spenden an die CDU erhielt der Kreisverband Rottweil. Dessen seinerzeitiger Abgeordneter Volker Kauder war Vorsitzender der CDU-Bundestagsfraktion und galt nach Aussage von HK-Mitarbeitern als zuverlässiger Unterstützer von Exportaufträgen für die Firma. Die 3000 Euro spendete H&K im April 2009 an den SPD-Kreisverband Gotha. Dessen Abgeordnete Petra Heß hatte die Spende eingeworben; sie war damals Mitglied im Verteidigungsausschuss des deutschen Bundestages, der unter anderem die Anschaffung des G36 für die Bundeswehr beschloss. Sie räumte ihre Spendenwerbung, den Spendenempfang und Kontakte zu einem HK-Vertreter nach einem Medienbericht im September 2012 ein.
Im November 2011 ließ die Staatsanwaltschaft Stuttgart den Firmensitz sowie Privatwohnungen von Vorstandsmitgliedern von 300 Polizeibeamten durchsuchen. Anlass war der Verdacht einer langjährigen Bestechung inländischer und ausländischer Amtsträger mit Bargeldzahlungen für Lieferaufträge. Dabei gefundene interne E-Mails weisen nach Angaben der Staatsanwaltschaft auf Versuche aus der Firma hin, mit gezielten und absichtlich gestückelten Parteispenden amtliche Exportgenehmigungen zu erlangen. Solche Versuche sind nach § 334 StGB strafbar.
Im Mai 2018 teilte die Staatsanwaltschaft Stuttgart mit, ein Ermittlungsverfahren gegen ehemalige Mitarbeiter von H&K wegen des Verdachts der Bestechung von politischen Verantwortlichen zu führen. Die Staatsanwaltschaft erklärte, „es sollen in den Jahren 2009/2010 politische Verantwortliche bestochen worden sein mit dem Ziel, diese bei der anschließenden Entscheidung über die Genehmigung von Waffenexporten im Sinne von Heckler & Koch zu beeinflussen.“ Zuvor hatte das Fernsehmagazin Report Mainz über mit dem Verdacht zusammenhängende E-Mails des damaligen H&K-Geschäftsführers Peter Beyerle sowie über eine interne KPMG-Prüfung berichtet. Die Zahlungen an zwei FDP-Bundestagsabgeordnete sowie den CDU-Kreisverband Rottweil (Heimatverband des CDU-Fraktionsvorsitzenden Volker Kauder) seien darauf gerichtet gewesen, die Entscheidung zur Ausfuhr von mehreren tausend Sturmgewehren nach Mexiko positiv zu beeinflussen oder zumindest zu beschleunigen. Laut Report Mainz hat sich Beyerle drei Wochen nach der Überweisung an Kauder gewandt und darum gebeten, er möge ihn bei der Erteilung der Exportgenehmigung nach Mexiko unterstützen.

### Kritik und Protest
Verschiedene rüstungs- und militärkritische Organisationen kritisieren Exporte, Lizenzvergabe, unkontrollierte Verbreitung und Umgehung gesetzlicher Exportbeschränkungen durch Kleinwaffen-Produzenten. H&K ist seit den 1980er Jahren ein häufiger Adressat solcher Kritiken. 1989 stellte das Rüstungs-Informationsbüro Oberndorf fest: Es gebe „wohl kaum noch ein Land der Dritten Welt ohne G3-Gewehre“.
Jürgen Grässlin, Vorsitzender der DFGVK, ist ein langjähriger Kritiker des Unternehmens. Ihm zufolge mangelt es bei Fertigungslizenzen von HK-Waffen, auch wenn sie mit der seit 1982 erforderlichen Endverbleibserklärung ins Ausland vergeben wurden, an einer wirksamen Endverbleibskontrolle. Denn bei Verstößen von Lizenznehmern gegen ihre Exportauflagen unterlasse es H&K, mögliche rechtliche Schritte einzuleiten, um sich Folgeaufträge offen zu halten. Besonders das G3 werde in vielen bewaffneten Konflikten verwendet; damit seien von 1961 bis 2001 „mehr als 1,5 Millionen“ Menschen getötet worden. Das G3 und sein Ableger HK33 seien in vielen Konflikten die häufigsten Mordinstrumente nach dem AK 47; statistisch werde alle 14 Minuten ein Mensch von einer Kugel aus einer HK-Waffe getötet. Grässlin fordert deshalb die Schließung oder eine Rüstungskonversion der Firma. H&K weist Grässlins Schätzungen der Todesopfer als nicht überprüfbar zurück. Man müsse Zahlen von durch HK-Waffen geschützten und geretteten Personen gegenüberstellen, die ebenso wenig seriös schätzbar seien.
Der BITS-Wissenschaftler Roman Deckert macht H&K für die weite Verbreitung deutscher Waffen in der Dritten Welt mitverantwortlich, da die Firma die restriktiven deutschen Waffenexportbeschränkungen mit „Testwaffen“ in kleineren Mengen, etwa 500 Stück, umgangen habe. Nach solchen Lieferungen, so Deshaw, hätten „Lizenzproduzenten im Ausland, die nicht so strengen Exportrichtlinien unterliegen“, meist anschließende Großaufträge abgewickelt. Deutsche Unternehmen wie H&K hätten davon profitiert durch Lizenzgebühren, Vermittlungsgebühren oder durch Waffenverkäufe in „Einzelteilen an die Partner im Ausland – wo dann alles nur noch zusammengesetzt werden muss.“ Rüstungsexperten vom IFSH warfen H&K die Vergabe von „ungewöhnlich vielen“ Produktionslizenzen vor.
2009 wurde bekannt, dass HK 2007–2008 rund 13.000 HK P7 vom Innenministerium Niedersachsen zurückgekauft hat, um sie weiter zu verwerten. Dies kritisierte unter anderen die Polizeigewerkschaft.
Der Bundestagsabgeordnete Jan van Aken kritisierte 2011: Die Bundesregierung kontrolliere Waffenexportverbote in Krisengebiete „so lasch …, dass deutsche Waffen am Ende überall in der Welt zu finden sind. Einmal exportiert, wird überhaupt nicht mehr überprüft, ob die Waffen nicht einfach weiterverkauft werden.“ Seine Partei Die Linke beantragte am 8. Februar 2011 ein Exportverbot für alle HK-Waffen. AI begann im März 2012 eine Kampagne für ein wirksames internationales Abkommen zur Kontrolle des Waffenhandels, zum Beispiel wegen der Erschießung von Demonstranten in Mexiko mit illegal verbreiteten HK-Waffen.
Im September 2012 warb das Zentrum für politische Schönheit (ZPS) damit, einen Sarkophag aus Beton nach dem Vorbild von Tschernobyl über der als vergleichbar bezeichneten „Todeszone“ von H&K zu errichten. Das ZPS argumentiere, „die Waffenfirma ‚Heckler & Koch‘ habe in den letzten 25 Jahren abseits von allen Schlagzeilen 375× so viele Menschenleben gefordert wie die Atomkatastrophe von Tschernobyl, daher wolle man denselben Sarkophag, der die Strahlung in Tschernobyl zurückhält, über die Waffenfabrik in Oberndorf bauen, damit ihr keine tödlichen ‚Produkte‘ mehr entweichen können.“
Am 3. September 2012 protestierte das Laienorchester „Lebenslaute“ mit rund 100 Musikern aus ganz Deutschland vor der Firmenzentrale von H&K in Oberndorf gegen die dortige Waffenherstellung und für eine Umwandlung (Konversion) auf zivile Produkte. Mit einem mehrstündigen Open-Air-Konzert blockierten die Musiker die Werkstore und Zufahrtswege der Firma. Gegen die britische H&K-Zweigstelle NSAF Ltd. in Nottingham finden seit 2009 teils wöchentlich Proteste mit dem Ziel statt, über HK-Exporte in Krisen- und Kriegsgebiete aufzuklären und die Firma zu schließen.
2015 erklärte Bundesverteidigungsministerin Ursula von der Leyen, der Verdacht, dass H&K Berichte über Probleme beim Gewehr G36 mit Hilfe des Militärischen Abschirmdienstes (MAD) zu verhindern versuchte, habe sich bestätigt. So sollte der MAD gegen kritische Journalisten und deren „unwahre Medienkampagne“ tätig werden.
In dem Dokumentarfilm Tödliche Exporte des Filmemachers Daniel Harrich werden die Hintergründe der Waffenexporte nach Mexiko beleuchtet. Für die Recherchen zu diesem Film, die auch in dem fiktionalen Spielfilm Meister des Todes verarbeitet und in diversen Beiträgen für den Weltspiegel sowie die „Report“-Sendungen des BR und SWR publiziert wurden, erhielt Daniel Harrich und sein Team den Grimme-Preis.

### Ermittlungs- und Gerichtsverfahren
Mehrere Ermittlungsverfahren wegen mutmaßlich unerlaubter Waffenexporte wurden gegen H&K eingeleitet.
- 1988 untersuchten Staatsanwälte, ob H&K Waffen mit Hilfe der CIA an die nicaraguanischen Contra-Rebellen geliefert hatte. Die belastenden Dokumente, angebliche Briefe des HK-Direktors Wolfhart Fritze an Kunden in den USA und Mittelamerika, stellten sich als Fälschungen eines HK-Mitarbeiters heraus.[180]
- 1993 wurde HK-Geschäftsführer Walter Lamp angeklagt, er habe Waffen als Bausätze ohne Ausfuhrerlaubnis über das britische Tochterunternehmen von H&K nach Dubai geliefert. Das Gericht sprach ihn frei, da der Vorgang deutsche Gesetze nicht verletzt habe.[6][156]
- 1994 ermittelte das Bundeskriminalamt wegen mutmaßlicher Umgehung deutscher Exportverbote erneut gegen H&K.[6]
- Seit 2010 ermittelte das Bundeskartellamt gegen H&K und andere Rüstungsfirmen wegen vermuteter Boykottabsprachen gegen die Münchner Waffensicherheitstechnikfirma Armatix. Diese hatte mit dem ehemaligen HK-Entwicklungstechnikchef Ernst Mauch ein elektronisches Sicherungssystem für HK-Waffen entwickelt, um deren Missbrauch zu erschweren. H&K kaufte das System jedoch nicht, weil es angeblich keinen Markt dafür gebe.[181]
- Ab 6. April 2011 ermittelte die Staatsanwaltschaft Bonn gegen H&K und die Bundeswehr wegen des Verdachts illegaler, wettbewerbsbeschränkender Absprachen. So hatte im August 2010 ein Treffen im Verteidigungsministerium mit HK-Vertretern stattgefunden, bei dem diese zwei Versionen für ein besseres Scharfschützengewehr anboten. Kurz darauf lieferte H&K eine kostengünstigere, von den Soldaten abgelehnte Version des G3 DMR an die Bundeswehr. Die Ausschreibung dafür endete erst am 15. Dezember 2010.[182]
- Bis September 2012 wurde H&K kein Verstoß gegen deutsche Gesetze nachgewiesen. Die Verfahren wegen vermuteter illegaler Lieferungen nach Mexiko und Libyen sowie mutmaßlicher Bestechung von Amtsträgern in Deutschland und Mexiko waren unabgeschlossen.[183]
- Im Fall der fraglichen illegalen Waffenlieferungen nach Mexiko verurteilte das Landgericht Stuttgart das Unternehmen am 21. Februar 2019 zur Zahlung einer Geldstrafe in Höhe von 3,7 Millionen Euro. Zwei ehemalige Mitarbeiter wurden zu 17 oder 22 Monaten Haft auf Bewährung verurteilt, weil sie nach Überzeugung des Gerichts dafür gesorgt hatten, dass H&K zwischen 2006 und 2009 fast 5000 Sturmgewehre und Zubehör in mexikanische Unruheprovinzen lieferte, für die ein Importverbot bestand.[184] Die Höhe der Geldstrafe entspricht dem Umsatz und nicht nur dem Gewinn aus dem Geschäft.[185] Die von Heckler & Koch eingelegte Revision wurde vom BGH verworfen.[186]

### Ablehnung von Spenden
Im September 2021 lehnte die Aktion Deutschland Hilft eine Spende von 15.000 € für die Opfer der Flutkatastrophe vom Juli 2021 ab, die je zur Hälfte von den Beschäftigten des Unternehmens und dem Unternehmen selbst stammten. Als Grund wurden ethische Grundsätze genannt. Dies führte zu Empörung bei den Betroffenen.

## Filme
- Daniel Harrich: Tödliche Exporte – Rüstungsmanager vor Gericht. ARD-Themenabend, 1. April 2020
- Wolfgang Langraeber: Fern vom Krieg, Dokumentarfilm 1984, 82 min, Kurzfassung: Unter deutschen Dächern – Das Oberndorfer Gewissen ARD Radio Bremen, 8.8.1985
- Wolfgang Landgraeber: Vom Töten leben, Kino-Dokumentarfilm 2016, 90 min., Sendung WDR, 3Sat, Phönix